# Osvaldo Martínez
Osvaldo David Martínez Arce (Luque (Paraguai), 8 d'abril del 1986) és un futbolista paraguaià que actualment juga de migcampista. També té la nacionalitat mexicana.

## Carrera

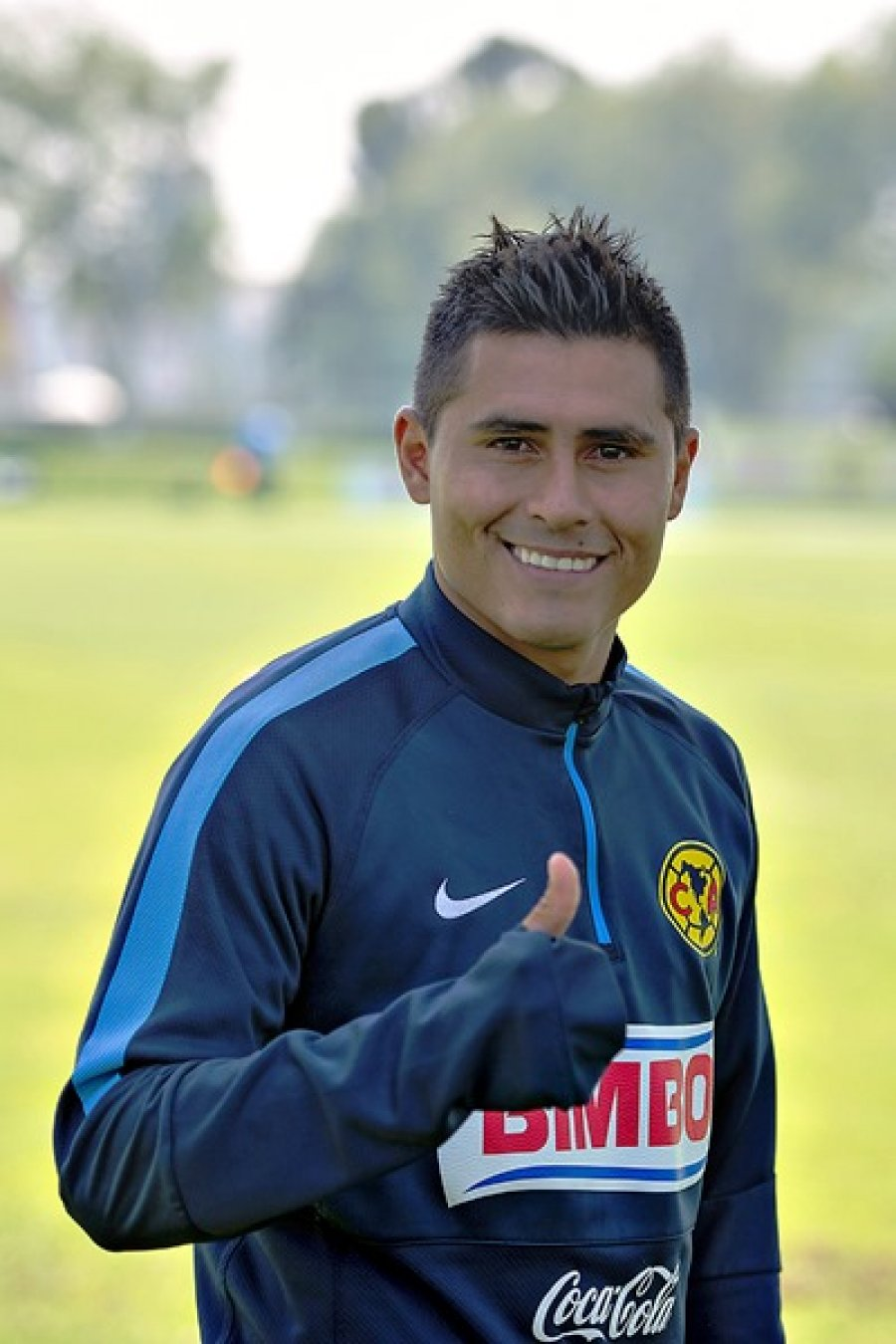
Martínez jugant a Club América.

"Osvaldito", com el coneixen els aficionats i comentaristes, ha estat internacional 32 vegades per l'equip nacional paraguaià. El seu primer partit per la selecció va ser el 15 d'octubre del 2008, en un partit de qualificació per la Copa del Món de Futbol de 2010 a Asunción contra el Perú. Començà a destacar a la lliga mexicana al Monterrey, on jugà més de 100 partits i guanyà dues lligues mexicanes i una lliga de Campions de la CONCACAF. També jugà a Atlante i Club América.

## Títols
| Títol                                   | Club           | Temporada |
| --------------------------------------- | -------------- | --------- |
| Lliga paraguaiana de futbol             | Libertad       | 2006      |
| Lliga paraguaiana de futbol             | Libertad       | 2007      |
| Lliga paraguaiana Apertura              | Libertad       | 2008      |
| Lliga paraguaiana Clausura              | Libertad       | 2008      |
| Lliga mexicana Apertura                 | C.F. Monterrey | 2009      |
| Lliga mexicana Apertura                 | C.F. Monterrey | 2010      |
| InterLiga                               | C.F. Monterrey | 2010      |
| Champions League de la CONCACAF 2010-11 | C.F. Monterrey | 2011      |